# 安達智次郎
安達 智次郎（あだち ともじろう、1974年8月21日 - 2016年1月7日）は、兵庫県神戸市長田区出身の元プロ野球選手（投手）。左投左打。
現役時代は阪神タイガースに在籍。1995年から1996年までは、安達 克哉（あだち かつや）という登録名を用いていた。

## 来歴

### プロ入り前
幼少期には小児がんを患っていたため、主治医から運動を禁じられていた。小学校3年時に完治したことがきっかけでソフトボール、4年時に軟式野球を始める。元々左利きであったため、野球を始めた当初は一塁手で、中学3年時から投手へ転向。転向当初はチームの投手陣で3番手と扱われていたが、数少ない対外試合での登板で強豪チーム相手に完投勝利を収めたことから、天理などの高校からも勧誘されるようになった。結局、実父からの熱心な勧めで、神戸村野工業高等学校へ進学。
安達が入学する前後の村野工業高校は、天理高校のような「野球の強豪校」ではなかったため、入学後には一時野球に身が入らなかったという。2年生の春から走り込みを徹底したところ、2年夏の第73回全国高等学校野球選手権大会と3年春の第64回選抜高等学校野球大会にエースとして出場。いずれも初戦で敗退したものの、阪神タイガースや読売ジャイアンツ（巨人）などのNPB球団がプロ野球ドラフト会議での上位指名を予告するほど、大型の左腕投手として注目された。当時のチームメイトに黒田哲史がいる。
1992年度NPBドラフト会議にて阪神タイガースから1位指名を受け、入団。松井秀喜への重複指名による抽選で、独占交渉権を逃した末の再指名であったことから、指名を受けた直後には「（当時阪神のファンであることを公言しながら巨人が交渉権を獲得した）松井君が行きたかった球団（からの指名）で申し訳ない」と語っていた。入団当初の背番号は12。

### プロ入り後
1993年シーズンには、5月11日に近鉄バファローズとのウエスタン・リーグ公式戦（藤井寺球場）で先発デビュー。近鉄打線から6連続奪三振を記録した。一軍公式戦での登板機会はなかったがウエスタン・リーグ公式戦では、17試合の登板で規定投球回に到達。二軍先発陣の一角を担いながら、4勝7敗、リーグ12位の防御率3.36を記録した。
1994年シーズンには、左肘を痛めながらも、シーズン途中に阪神の友好球団であるデトロイト・タイガースへ3ヶ月間派遣。アパラチアンリーグ（マイナーリーグのルーキーアドバンスドクラス）に加盟するタイガース傘下のブリストル・タイガース（現在のブリストル・パイレーツ）でのプレーを経験した。ウエスタン・リーグの公式戦には、7試合の登板で、1勝2敗、防御率4.00という成績にとどまった。
1995年シーズンには、登録名を安達克哉へ変更。ウエスタン・リーグの公式戦では、19試合の登板で、2勝4敗1セーブを記録した。しかし、54回3分の2イニングを投げて40四球を出すほど制球が定まらず、防御率は5.93に達した。
1996年シーズンには、シーズン途中にブリストル・タイガースへ再び派遣。ウエスタン・リーグ公式戦では、6試合の登板で防御率14.73という成績を残したが、勝敗は、つかなかった。
1997年シーズンには、登録名を本名の安達智次郞へ戻すとともに背番号を99へ変更。しかし、ウエスタン・リーグ公式戦では、9試合の登板で防御率10.03という成績に終わった。
1998年シーズンには、外野手へ転向するとウエスタン・リーグ公式戦47試合に出場。打率.236、3打点を記録したが、一軍公式戦への出場には至らなかった。
1999年シーズンには、同年のシーズンから一軍監督に就任した野村克也の勧めで、投手に復帰。一軍のキャンプ、オープン戦と登板させたが結果を残せず開幕は二軍スタートとなりウエスタン・リーグ公式戦では、16試合の登板で、0勝1敗、防御率4.40を記録。しかし、一軍昇格の機会を得られないまま、シーズン終了後に球団から戦力外通告を受けた。通告の直後には、かつて巨人・阪神のエースとして活躍した小林繁から、当時近鉄の二軍投手コーチとして相手チームから見ていたこともあり、移籍を打診。しかし、この打診を固辞したうえで、「ファンに戻って阪神タイガースを応援する」との言葉を残し、現役を引退。

### 現役引退後
引退直後は、家業である製靴関連の仕事を手伝っていた。しかし、左の打撃投手を探していた野村からの要請で、2000年シーズン途中に打撃投手のアルバイトとして阪神に復帰。背番号110を着用しながら、野村による監督退任後の2002年シーズンまで打撃投手を務めた。
阪神退団後の2003年からは、地元・神戸の三宮で「RocketBall（ロケットボール）」という焼酎バーを経営。その一方で、2004年から流通科学大学硬式野球部の特別コーチを務めたほか、NPO法人の美蹴館ベースボールスクールなどでボランティアとして小・中学生に野球を指導していた。2006年からは「神戸美蹴館ロケッツ」（ヤングリーグに加盟する中学生向け少年硬式野球チーム）の監督、2011年のNPB12球団ジュニアトーナメントでは、阪神時代のチームメイト・亀山つとむ率いる「阪神タイガースジュニア」の投手コーチを歴任。選手としても、「EXPERT」（神戸北親交会軟式野球連盟所属の軟式野球チーム）でプレーを続けていた。
2015年には、肝臓の疾患で入退院を繰り返しながら、12月末まで「RocketBall」で接客を続けていた。しかし、2016年の初頭に肝臓の容態が悪化。同年1月7日に肝不全で逝去。41歳没。

## 選手としての特徴
阪神で外野手に転向するまでは、オーバースローで投球。高校時代には、ストレートで最速147km/hを記録するほどの剛球投手であった。安達自身は、引退後に「日本人で最も速い球を投げることを目標に現役生活を送っていたが、阪神での投手時代に（自身の登板試合で）球場での球速表示で確認した限りでは、最速で149km/hだった」と述懐している。
阪神入団後に2回にわたって派遣されたブリストルでは、ルーキーアドバンスドクラスの公式戦通算で、2勝3敗2セーブ、防御率4.25を記録。また、派遣期間中にスクリューボールを習得した。
阪神では「将来のエース候補」として期待されたが、制球力を重視する投手コーチによるフォーム矯正でストレートの威力が落ちたばかりか、2年目から制球力を向上させるべくフォーム改造を繰り返すうちに、持ち味であった球威が影を潜め、崩れたフォームも元には戻らなかった。外野手から投手への再転向を機に投球フォームをサイドスロー・アンダースローを交える指示もあり改めたが、脇腹の骨折を機に現役続行を断念。

## 人物
- 元プロレスラーのミスター・ヒトは叔父に当たる。
- 阪神退団後に開店した焼酎バーを「Rocketball」、自身で創設した少年野球チームを「ロケッツ」と名付けたのは、高校時代の指導者から「ロケットのようなボールを投げろ」と言われていたこと[3]や、メジャーリーグで速球が160km/h級に達する投手を「Rocketer（ロケッター）」と称すること[6]に由来する。
  - 「Rocketball」は、生田神社の近くでショットバーとして4年間営業した後に、ボトルキープ主体のバーとして三宮の東門街へ移転[6]。開店直後は行列ができるほどの盛況[6]で、阪神時代のチームメイトに加え、後輩の現役選手や他球団の選手が訪れることもあったという。ちなみに2004年4月15日にフジテレビ系列で放送された『クイズ$ミリオネア』には、賞金（最高1,000万円）を移転費に充てる目的で解答者として出場。しかし、13問目で誤答したため、1,000万円を獲得できなかった。
  - 2007年5月には、「Rocketball」に加え、「和牛つけ鍋　もりもと　本店」を兵庫県西宮市（甲子園球場の近隣地区）に開店したものの後に閉店。
- 2005年3月に一般女性と結婚。同年に第1子（長女）を授かった。
- 阪神入団の際に「プロ野球生活の全てを阪神タイガースに捧げる」と宣言した反動で、現役引退の直後には、「これから草野球一本で楽しもう」と割り切れるほどにまで心境が変化。しかし、「Rocketball」の経営を始めてからは、「他人様の子どもを預かる分だけ、野球に対しては現役時代よりも熱い」と公言するほど少年野球の指導に情熱を注いだ[6]。
  - 少年野球では、「選手の短所ばかりを指摘せずに、短所が目立たなくなるまで長所を伸ばす」という方針で指導[6]。自身の経験を基に、「『甲子園（の全国大会）を目指した』というだけで（成人になったら）一生酒が飲めるから、甲子園には絶対出なさい」とも説いていた[6]。
  - 安達の通夜には、高校時代のチームメイトだった黒田や、阪神時代のチームメイトだった亀山・藪恵壹・坪井智哉・北川博敏など、約350名の関係者が参列。「阪神タイガースジュニア」の監督時代に安達をコーチに招いた亀山は、「少年野球では、子どもの目線で教えてくれた。年下（の元チームメイト）が亡くなるのは寂しいです」という言葉で、安達の早逝を惜しんでいた[9]。

## 詳細情報

### 年度別投手成績
- 一軍公式戦出場なし

### 背番号
- 12 （1993年 - 1996年）
- 99 （1997年 - 1999年）
- 110 （2000年 - 2002年）

### 登録名
- 安達 智次郎 （あだち ともじろう、1993年 - 1994年、 1997年 - 1999年）
- 安達 克哉 （あだち かつや、1995年 - 1996年）